# Tenali
Tenali (Telugu తెనాలి) ist eine Stadt im indischen Bundesstaat Andhra Pradesh.
Die Stadt ist Teil des Distrikt Guntur. Tenali hat den Status einer Municipality. Die Stadt ist in 32 Wards gegliedert.

## Klima
Tenali hat ein tropisches Feucht- und Trocken-Klima (Köppen Aw). Die durchschnittlichen Jahrestemperaturen liegen zwischen 33,3 Grad und 24,2 Grad. Der Mai ist der heißeste und der Dezember die kühlsten Monat des Jahres.

## Demografie
Die Einwohnerzahl der Stadt liegt laut der Volkszählung von 2011 bei 164.937. Tenali hat ein Geschlechterverhältnis von 1026 Frauen pro 1000 Männer und damit einen für Indien seltenen Frauenüberschuss. Die Alphabetisierungsrate lag bei 82,8 % im Jahr 2011. Knapp 84 % der Bevölkerung sind Hindus, ca. 13 % sind Muslime und ca. 3 % gehören einer anderen oder keiner Religion an. 8,7 % der Bevölkerung sind Kinder unter 6 Jahren.

## Wirtschaft
Die meisten Leute leben von der Landwirtschaft und dem Handel mit Agrargütern. Daneben Stadt ist für Drama, Kunst, Literatur und Poesie bekannt. Viele bekannte Darsteller des Telugu-Films stammen aus der Gegend um Tenali.